# Gökeyüp, Salihli
Gökeyüp là một thị trấn thuộc huyện Salihli, tỉnh Manisa, Thổ Nhĩ Kỳ. Dân số thời điểm năm 2011 là 2.228 người.